# Pablo Orbaiz
Pablo Orbaiz Lesaka (Pamplona, 1979. február 6. –) spanyol középpályás, jelenleg az FK Rubin Kazany játékosa.

## Pályafutása

### CA Osasuna
Fiatal korában végigjárta az együttes korosztályos csapatait, majd 1996-ban a második keret tagja lett. A "B" csapatban két szezont játszott le, 27 meccsén 2 gólt szerezve. 1998-ban felkerült az első csapathoz, ahol két éven keresztül folyamatos játéklehetőséghez jutott, s ebben a periódusban 69 meccsén 2 gólt ért el.

### Athletic Bilbao
A 2000–2001-es szezont már a Bilbao színeiben kezdte meg, ahol állandó kerettag, s a csapatkapitányi tisztség is az övé. Eddigi legsikeresebb szezonja klubszinten a 2004–2005-ös idény volt, ekkor a bajnokság 38 meccséből 36-on pályára lépett és 3 gólt ért el, valamint 8 mérkőzésen játszott az UEFA-kupában is a csapattal.

### Válogatott
Játszott több spanyol korosztályos válogatottban is, 1999-ben U20-as világbajnok lett, többek között Xavi és Iker Casillas társaságában. Először 2002-ben debütált a felnőtt csapatban a magyar válogatott ellen. 2005-ig még ezen kívül volt 3 fellépése, azóta nem szerepelt az együttesben.